# Борис Агатоникийски
Борис е български духовник, агатоникийски епископ на Българската православна църква от 2008 година. Архиерейството на епископ Борис Агатоникийски е изпълнено със серия скандали.

## Биография
Роден е на 10 март 1953 година в град Русе със светското име Васил Иванов Добрев. Произхожда от свещенически род. Завършва русенското Основно училище „Димитър Благоев“ и постъпва в Софийската духовна семинария на гара Черепиш. Служи в Българската армия във Велико Търново и продължава образованието си в Духовната академия, където негов курсов ръководител е архимандрит Неофит. Завършва с дипломна работа „Философските възгледи на Карл Ясперс“.
От 1 февруари 1983 година, по покана на ректора на Софийската духовна семинария, епископ Герасим Браницки, става учител-възпитател по омилетика. Преподава в семинарията до есента на 1989 г., когато на 30 октомври е подстриган в монашество от епископ Герасим Браницки в манастира Златарския манастир, Шуменско, а под мантия го води митрополит Кирил Варненски и Великопреславски. Заминава за Троянската света обител. Възведен е в йеродяконски чин на 9 ноември 1989 година в църквата „Свети Архангел Михаил“ в Преслав, а в йеромонашески на 24 декември 1989 година в църквата „Свети Николай“ във Варна. Получава офикия архимандрит на 18 август 1994 година в католикона на Троянския манастир „Успение Богородично“.
Назначен е за енорийски свещеник в Ловчанската епархия и служи в селата Белиш и Калейца, където ремонтира храма.
По решение на Светия синод е изпратен в Русия във Великата лавра на Свети Сергий Радонежки като професорски стипендиант.
На 1 юли 1991 г. Светият синод го назначава за представител на Българската патриаршия при Московската патриаршия и настоятел на българското подворие при „Успение Богородично“ в Москва. Защитава дисертация при катедра „Нравствено богословие“ към Духовната академия в Сергиев Посад на тема „Нравствените възгледи в проповедническото наследство на Светейшия Български патриарх Кирил“ с научен ръководител проф. архимандрит Платон и придобива научната степен „кандидат на богословските науки“. Награден е с орден „Свети Сергий Радонежки“, с медал от кмета на Москва Юрий Лужков и благодарствено писмо от Таганския район на Москва.
От 1 ноември 2001 година Светият синод го назначава за главен секретар на Синода и предстоятел на патриаршеския храм „Свети Александър Невски“.
На 15 януари 2004 година архимандрит Борис заема поста игумен на Бачковската света обител.
На 22 март 2008 година е ръкоположен за агатоникийски епископ от митрополитите Йоаникий Сливенски, Калиник Врачански, Дометиан Видински, Кирил Варненски и Великопреславски, Неофит Русенски, Игнатий Плевенски и Николай Пловдивски, както и епископ Сионий Велички.

## Скандали
Управлението на епископ Борис в Бачковския манастир е изпълнено с низ от скандали с посетители. Епископът, който има избухлив нрав и четири мерцедеса, в 2011 година прави сметка за телефон от близо 1500 лева и след като отказва да я плати, целият Синод и патриарх Максим остават без мобилни телефони.
След смъртта на митрополит Кирил Варненски и Великопреславски в 2013 година, епископ Борис е сред основните кандидати за митрополитската катедра, което предизвиква вълна от протести във Варна.
През декември 2013 година се разпространява порноклип, в които се твърди, че участва епископ Борис. Предаването „Господари на ефира“ на базата на анализ на гласа, потвърждава, че е той и му връчва антинаградата Златен скункс. Светият синод издава забрана на епископ Борис да служи, а на 19 февруари 2014 година на редовно заседание в пълен състав разглежда въпроса с поведението му и решава да го освободи от длъжността игумен на Бачковския манастир за „непристойни за сана на епископ действия“ и завежда църковно-наказателно дело срещу него, като е въдворен на послушание в Рилския манастир.
Въпреки въдворяването в Рилския манастир, епископ Борис не отива там.